# اضطراب منزلت
اضطراب منزلت کتابی غیرداستانی از آلن دو باتن است. اولین بار در سال ۲۰۰۴ توسط همیش همیلتون منتشر شد؛ نشر چاپ‌های بعدی توسط نشر پنگوئن انجام شده‌است.

## معرفی
ایده مرکزی کتاب اضطراب منزلت بر این است که انسان‌ها در نتیجه کاپیتالیسم، دموکراسی و جامعه‌ای به ظاهر برابری طلب درگیر نوعی تنش به نام اضطراب منزلت شدند. اضطراب منزلت در کشورهای درگیر نابرابری درآمدی و شکاف طبقاتی عمیق‌تر، شایع تر است. اضطراب منزلت را می‌توان به عنوان تنش مداوم یا ترس از شناخته شدن به عنوان فردی ناموفق از لحاظ مادی توسط جامعه تعریف کرد. امروزه، همه افراد سعی بر این دارند که در طی نمودن نردبان اجتماعی گوی سبقت را از دیگران بربایند. از اثرات اضطراب منزلت می‌شود خرید آنی، مصرف منزلت‌گرا و غیره نام برد. نخبه‌گرایی علت اصلی اضطراب منزلت است. در جامعه نخبه‌گرا ادعا می‌شود فقط افراد مستعد و شایسته در راس نردبان اجتماعی قرار خواهند گرفت. دلهره، حسادت و بی‌مهری از دیگر دلایل اضطراب منزلت است. دوباتن برای اولین بار در بین خانواده‌های ثروتمند آمریکایی متوجه این پدیده شد. آمریکایی‌ها سبک زندگیِ پر هزینه‌ای داشتند که بیشتر برای ترغیب حس حسادت همسایگان بود. آمریکایی‌ها همچنین شاهد رویهٔ مشهور بودن به صرف مشهور بودن هم بوده‌اند. باتن حتی با لس براون، سخنران انگیزشی آمریکایی، ملاقات کرد تا از چندوچون گفتار انگیزشی اطلاع پیدا کند. او نتیجه گرفت سخنرانان انگیزشی سخنرانی‌هایشان را به منظور ایجاد اضطراب در افراد انجام می‌دهند. سخنرانی انگیزشی مبتنی بر این واقعیت است که «هیچ‌کس مطابق با پتانسیل واقعی خود عمل نمی‌کند و همه افراد توانایی پیشرفت دارند.». دوباتن این مهم را به چالش کشیده و این پرسش را مطرح می‌کند که «در مورد کسانی که می‌خواهند به موفقیت برسند اما از فرصت‌های لازم برخوردار نیستند چه می‌کنید؟»
علل و راه‌حل
دوباتن علل و راه حل‌های اضطراب منزلت را به شرح زیر بیان می‌کند:
علل:
بی مهری، شایسته سالاری، دلهره، وابستگی و انتظار
راه حل‌ها:
فلسفه، هنر، سیاست، دین و بوهمیسم

## بررسی و ترجمه
اضطراب منزلت نیز مانند دیگر آثار آلن دو باتن به استقبال مخاطب‌های فارسی مواجه شده‌است و نخستین‌بار با ترجمه زهرا باختری در نشر چترنگ از این اثر بارها تجدید چاپ شده و نقد و بررسی‌های متعددی بر آن نوشته شده‌است. همچنین ترجمه دیگر از این اثر به قلم شقایق نظرزاده و زینب حیدربیگی منتشر شده‌است.
بررسی
- در سایت آوانگارد دربارهٔ این اثر آمده‌است: «فلسفه، به ما پیشنهاد می‌دهد تا با دوباره‌اندیشی نسبت به زندگی و ارزش‌هایش، رویکردمان نسبت به پدیده‌ها را عوض کنیم. آلن دوباتن با استناد به نظریات فلاسفه توضیح می‌دهد که چطور می‌توانیم نسبت به عقیده دیگران رویکردی انتقادی داشته باشیم تا اولا حقیقت را از باطل تشخیص دهیم و دوما نسبت به آن‌ها آسیب‌ناپذیرتر باشیم. هنر نیز می‌تواند در این راه کمک‌مان کند. تاریخ هنر، فراوان است از مثال‌های هنرمندانی که با توجه کردن به سوژه‌هایی معمولی، به ما یادآوری می‌کنند که سیستم ارزش‌گذاری یکسانی وجود ندارد و یک لحظهٔ آرام و بعد از ظهری آفتابی در روستایی خاک‌خورده، می‌تواند به اندازه یا حتی بیشتر از صحنهٔ نبرد ناپلئون ارزش داشته باشد. با این دیدگاه، می‌توانیم تصور کنیم چیزهایی که تا به حال باارزش می‌دانستیم بر سنگ نوشته نشده‌اند و قابلیت بازاندیشی دارند.»[۴][۹]
- زهرا باختری در مقدمه ترجمه اثر نوشت: «آلن دو باتن در این کتاب خواننده را به سیاحتی در تاریخ عقاید اقتصادی و اجتماعی و سیاسی می‌برد تا مسئله اضطراب منزلت را بررسی کند.»[۱۰]
- ایران آن‌لاین در معرفی این اثر آورده‌است: «محرک اصلی میل شدید ما به ارتقاء در سلسله‌مراتب اجتماعی شاید بیشتر از آنکه متأثر باشد از کالاهای مادی که عایدمان می‌کند یا قدرتی که برایمان به ارمغان می‌آورد از آن میزان عشقی متأثر است که به‌خاطر منزلت اجتماعی بالاتر دریافت می‌کنیم.»[۱۱]

## فیلم
بر اساس این کتاب فیلم مستندی با همین نام ساخته و سال ۲۰۰۴ میلادی اکران شده‌است. همچنین نسخه‌ای از این مستند در سال ۲۰۰۸ شبکه‌های تلویزیونی آمریکا پخش شده‌است.